# Glossosoma atitto
Glossosoma atitto är en nattsländeart som beskrevs av Malicky och Chantaramongkol 1992. Glossosoma atitto ingår i släktet Glossosoma och familjen stenhusnattsländor. Inga underarter finns listade i Catalogue of Life.